# Диллон, Коста
Константи́н Джеймс Ди́ллон (англ. Constantine James Dillon, более известный как Ко́ста Ди́ллон (англ. Costa Dillon); род. 1953, Норуич, Коннектикут, США) — американский кинорежиссёр, сценарист и актёр, а также парковый рейнджер Службы национальных парков США. Наиболее известен как создатель фильма «Нападение помидоров-убийц» (1978), а также его сиквелов «Возвращение помидоров-убийц» (1988), «Помидоры-убийцы наносят ответный удар» (1990) и «Помидоры-убийцы съедают Францию» (1991). С 2014 года является адъюнкт-профессором Университета Нью-Гэмпшира.

## Биография

### Ранние годы, семья и образование

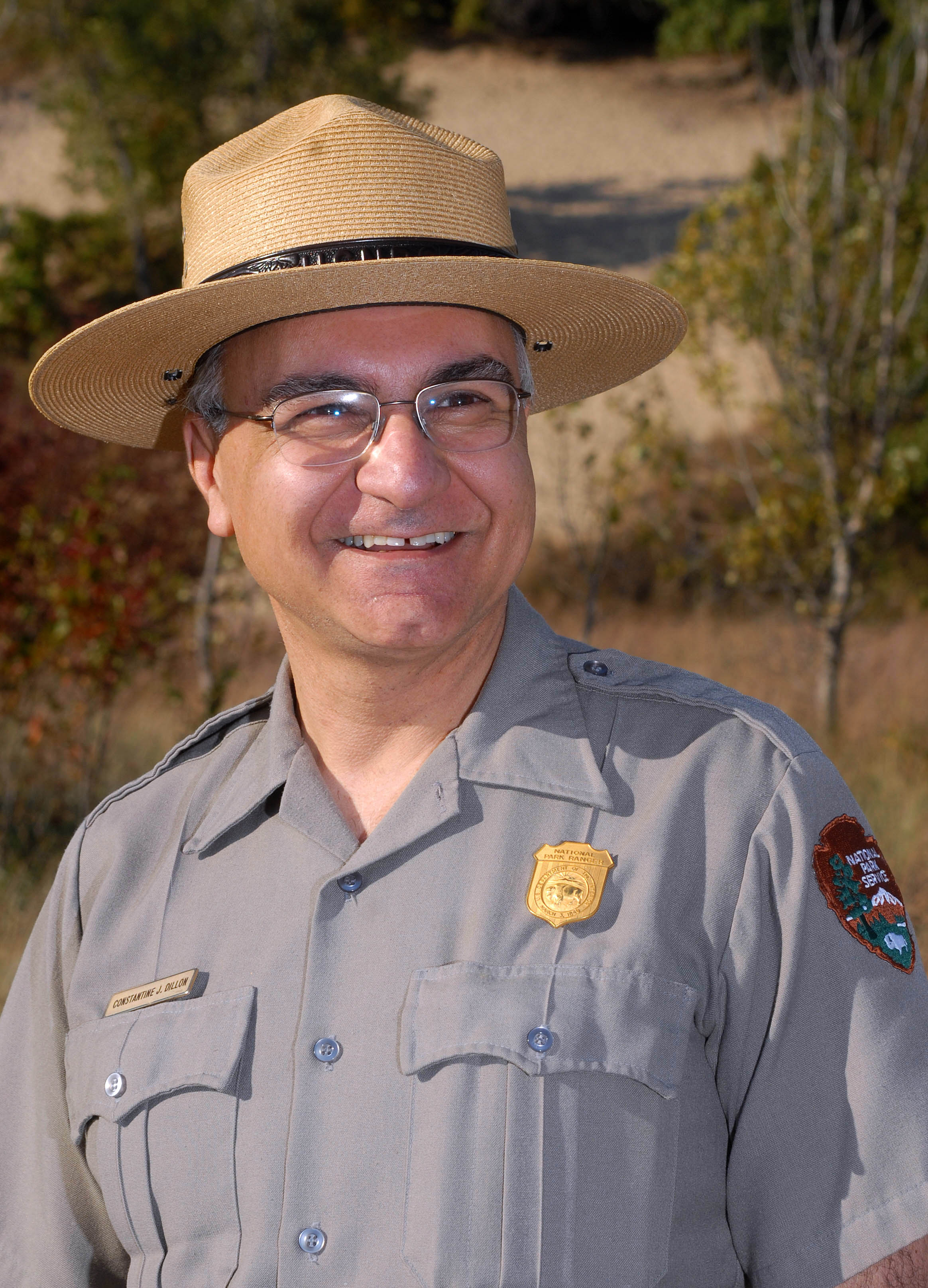
Коста Диллон в форме сотрудника Службы национальных парков США (2008)

Родился в 1953 году в Норуиче (Коннектикут, США) в семье греков второго поколения.
Дед Косты, чья настоящая фамилия Дилияннис была англизирована до Диллон, являлся плотником и занимался строительством домов в Норуиче. Одна из улиц этого города носит его имя.
Отец Косты, будучи карьерным военнослужащим Корпуса морской пехоты США, переезжал с места на место, в итоге окончательно поселившись в Сан-Диего.
Члены семьи Диллона являлись активными прихожанами греческой православной церкви Иоана Крестителя в Омахе, где Коста был служкой (кинорежиссёр Александр Пэйн, также грек по происхождению, тоже являлся служкой в этом приходе).
Окончил Калифорнийский университет в Дейвисе со степенью бакалавра наук в области планирования парков и их управления, а также Колорадский университет в Денвере.

### Карьера

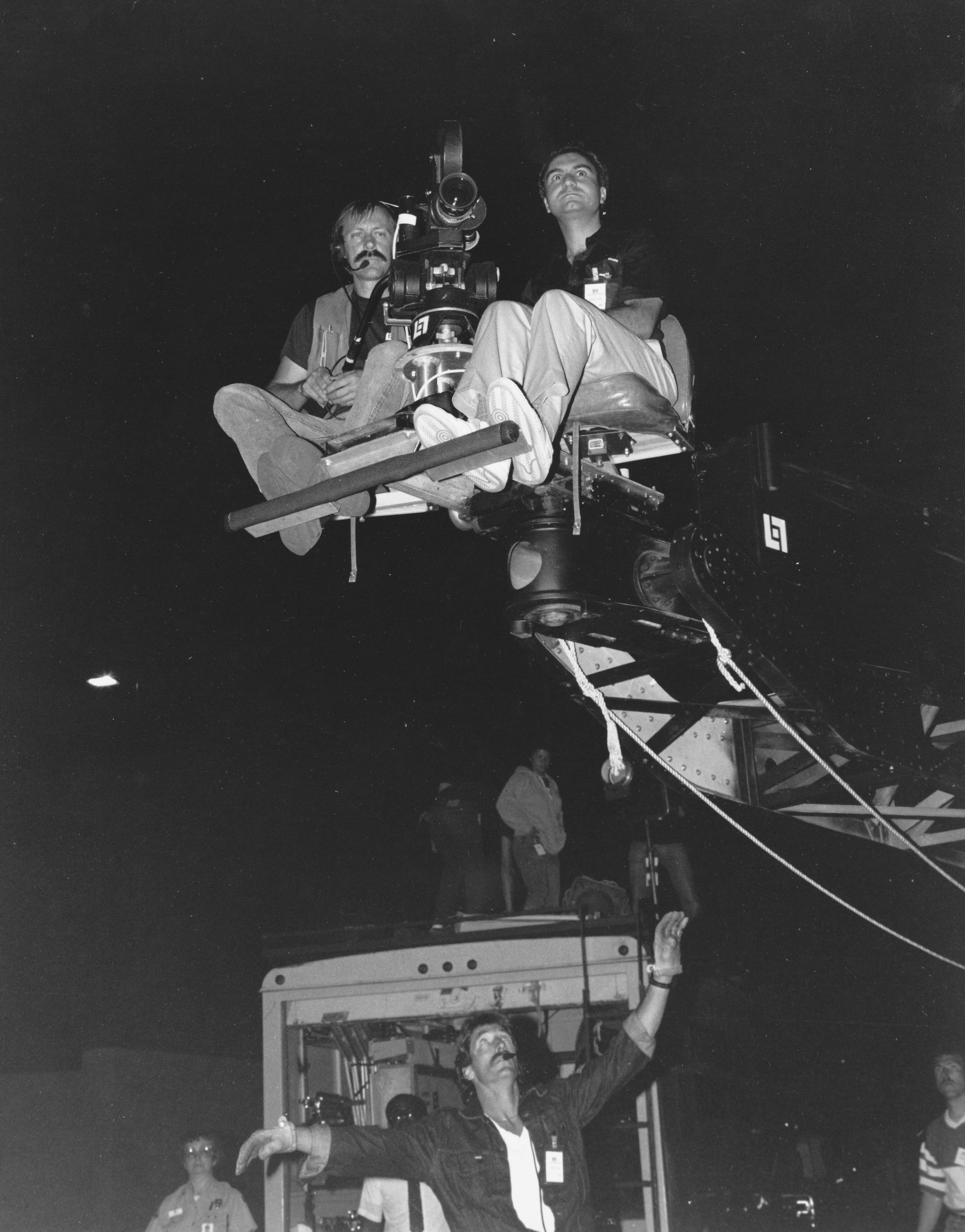
Коста Диллон (справа) на съёмках фильма «Счастливый час» (1986)

В средней школе вместе со своими друзьями Джоном ДеБелло, Стивом Писом и Майком Грантом занялся созданием фильмов. В 1971 и 1972 годах их команда стала победителем различных кинофестивалей, после чего они основали кинокомпанию «Four Square Productions» в Сан-Диего и начали снимать фильмы о спорте, а позже компанию «Killer Tomato Entertainment», создавшей четыре фильма о помидорах-убийцах, а также фильм «Счастливый час».
Работал в Службе национальных парков США, в том числе был исполняющии обязанности начальника отдела обучения и развития (2006—2007). Служил во многих национальных парках.

#### Помидоры-убийцы
Будучи студентом, Диллон создал концепцию о помидорах-убийцах для короткометражного фильма. Позднее в 1978 году на её основе был снят известный полнометражный фильм «Нападение помидоров-убийц». Став одним из первых доступных на VHS фильмов, он приобрёл статус культового, что в итоге привело к созданию трёх сиквелов, включая «Возвращение помидоров-убийц» 1988 года, в котором одну из главных ролей исполнил Джордж Клуни.
В 1990—1992 годах телеканал «Fox Kids» транслировал детский мультсериал «Нападение помидоров-убийц».
Термин «помидор-убийца» часто применяется в качестве условного названия (синонима) страха перед генетически модифицированной пищей, а также широко использовался СМИ во время вспышки сальмонеллёза в США из-за помидоров в 2008 году.
Среди других полнометражных фильмов Диллона «Помидоры-убийцы наносят ответный удар», «Помидоры-убийцы съедают Францию» и «Счастливый час».

## Личная жизнь
С 1991 года женат на Эллен Диллон, в браке с которой имеет дочь.

## Фильмография
- 1978 — Нападение помидоров-убийц — сценарист, второй режиссёр, актёр, саундтрек, художественное оформление, художник по костюмам, подбор натуры для съёмок, руководитель производства
- 1986 — Счастливый час — сценарист, актёр[12]
- 1988 — Возвращение помидоров-убийц — сценарист, актёр, художник-постановщик
- 1990 — Помидоры-убийцы наносят ответный удар[англ.] — сценарист, актёр
- 1991 — Помидоры-убийцы съедают Францию[англ.] — сценарист, актёр, саундтрек